# فيل سميث
فيل سميث (بالإنجليزية: Phil Smyth) مواليد 11 مايو 1958، هو لاعب كرة سلة أسترالي بدأ مسيرته الاحترافية في سنة 1982. اعتزل اللعب في 1995.

## روابط خارجية
- فيل سميث على موقع الاتحاد الدولي لكرة السلة (الإنجليزية)
- فيل سميث على موقع بروبوليرز (الإنجليزية)
- فيل سميث على موقع سبورتس رفرنس (الإنجليزية)
- فيل سميث على موقع أوليمبيديا (الإنجليزية)
- فيل سميث على موقع قاعة أستراليا للمشاهير الرياضية (الإنجليزية)